# Angluzelles-et-Courcelles
Angluzelles-et-Courcelles è un comune francese di 138 abitanti situato nel dipartimento della Marna nella regione del Grand Est.

## Società

### Evoluzione demografica
Abitanti censiti